# Drymaria excisa
Drymaria excisa är en nejlikväxtart som beskrevs av Paul Carpenter Standley. Drymaria excisa ingår i släktet Drymaria och familjen nejlikväxter. Inga underarter finns listade i Catalogue of Life.